# Смотрич Юрій Іванович
Юрій Іванович Смотрич (нар. 5 червня 1962, Одеса, УРСР) — радянський, український та американський футболіст, виступав на позиції захисника.

## Життєпис
Вихованець СДЮСШОР «Чорноморець». Перший тренер — С. Й. Альтман. З 1980 по 1982 рік виступав за дубль «Чорноморця». У період з 1983 по 1986 і з 1989 по 1990 роки зіграв 69 матчів у вищій лізі чемпіонату СРСР. Під час служби в армії, грав за «СКА-Карпати» (Львів).
У 1991 році відправився грати в Чехословаччину. Виступав за місцевий клуб «Збройовка» з Брно, в складі якого зіграв 29 матчів у Першій лізі (єдиним голом у футболці чеського клубу відзначився 12 квітня 1991 року в поєдинку 25-о туру сезону 1990/91 років проти празької «Спарти»). Разом з Юрієм за чеський клуб грав його колишній партнер по одеському «Чорноморцю», Ігор Юрченко, а через рік до них приєднався й брат Ігоря, Микола. Українські гравці змогли допомогти клубу повернутися в елітний дивізіон Чехословаччини.
Після повернення на Україну деякий час грав за «Чорноморець» (володар Кубка України 1994) і сусідній «Миколаїв». У 1995 році зіграв 7 матчів в івано-франківському «Прикарпатті» у тренера Ігоря Юрченка, де і завершив ігрову кар'єру.
Переїхав у США. В Америці грав за напівлюбительські команди «Rochester Rhinos» (А-Ліга, Перший дивізіон ЮСЛ) і «Russian-American United»». Неодноразово брав участь в матчах турніру пам'яті В. В. Лобановського, який проходить у США.

## Досягнення
- Кубок Федерації футболу СРСР
  -  Володар (1): 1990
- Кубок України
  -  Володар (1): 1993–1994

## Статистика виступів у чемпіонаті
| Рік                                 | Матчі | Голи | Клуб                             |
| ----------------------------------- | ----- | ---- | -------------------------------- |
| Вища ліга СРСР 1983                 | 12    | 0    | «Чорноморець» (Одеса)            |
| Вища ліга СРСР 1984                 | 17    | 0    | «Чорноморець» (Одеса)            |
| Вища ліга СРСР 1985                 | 8     | 0    | «Чорноморець» (Одеса)            |
| Вища ліга СРСР 1986                 | 14    | 0    | «Чорноморець» (Одеса)            |
| Вища ліга СРСР 1989                 | 16    | 0    | «Чорноморець» (Одеса)            |
| Вища ліга СРСР 1990                 | 2     | 0    | «Чорноморець» (Одеса)            |
| Чемпіонат Чехословаччини 1990/91    | 11    | 1    | «Збройовка» (Брно)               |
| Чемпіонат Чехословаччини 1992/93    | 18    | 0    | «Збройовка» (Брно)               |
| Вища ліга України 1993/94           | 15    | 0    | «Чорноморець» (Одеса)            |
| Вища ліга України 1994/95           | 10    | 0    | «Чорноморець» (Одеса)            |
| Вища ліга України 1994/95           | 11    | 0    | СК «Миколаїв»                    |
| Вища ліга України 1995/96           | 7     | 0    | «Прикарпаття» (Івано-Франківськ) |
| Загалом у Вищій лізі СРСР           | 69    | 0    |                                  |
| Загалом у Чемпіонаті Чехословаччини | 29    | 1    |                                  |
| Загалом у Вищій лізі України        | 43    | 0    |                                  |